# 埃特雷皮尼
埃特雷皮尼（法語：Étrépigny，法語發音：[etʁepiɲi]）是法国大東部大區阿登省的一个市镇，属于沙勒维尔-梅济耶尔区。

## 地理
埃特雷皮尼（49°41'4"N, 4°45'14"E）面积4.23 平方千米，位于法国大東部大區阿登省，该省份为法国北部内陆省份，西接埃纳省，南至马恩省，东临默兹省，北与比利时接壤。
与埃特雷皮尼接壤的市镇（或旧市镇、城区）包括：沙朗德里-埃莱尔、圣马索、弗利兹。

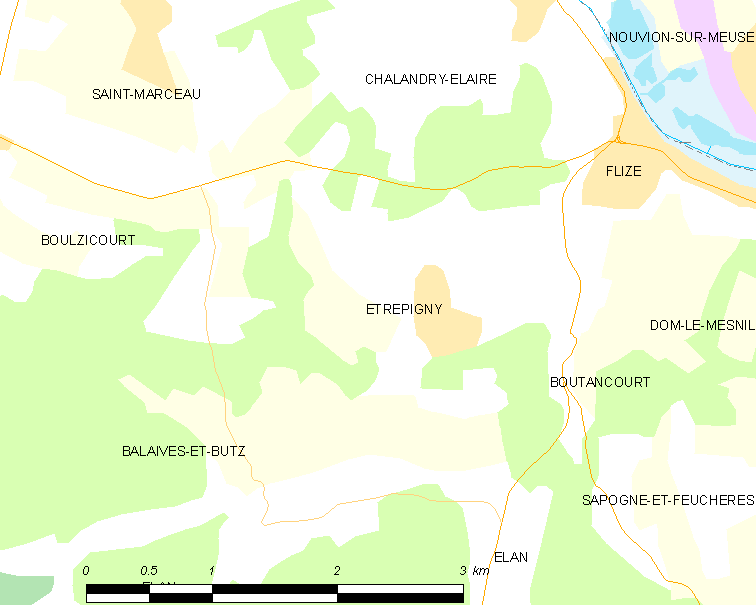
埃特雷皮尼的OSM定位图

埃特雷皮尼的时区为UTC+01:00、UTC+02:00（夏令时）。

## 行政
埃特雷皮尼的邮政编码为08160，INSEE市镇编码为08158。

## 政治
埃特雷皮尼所属的省级选区为默兹河畔努维永县。

## 人口

1962-2008年间埃特雷皮尼人口变化图示

埃特雷皮尼于2022年1月1日时的人口数量为272人。